# Coppa del mondo di marcia 2004
La Coppa del mondo di marcia 2004 (2004 IAAF World Race Walking Cup) si è svolta a Naumburg, in Germania, nei giorni 1 e 2 maggio. Per la prima volta la competizione ha inglobato anche due gare juniores di 10 km.

## Medagliati

### Uomini
| Specialità                    | Oro              | Prestazione | Argento             | Prestazione | Bronzo           | Prestazione |
| 20 km                         | Jefferson Pérez  | 1h18'42"    | Robert Korzeniowski | 1h19'02"    | Nathan Deakes    | 1h19'11"    |
| 50 km                         | Aleksej Voevodin | 3h38'02"    | Yu Chaohong         | 3h41'30"    | Jurij Andronov   | 3h42'38"    |
| 10 km juniores                | Sun Chao         | 40'38"      | Éder Sánchez        | 41'01"      | Benjamin Sánchez | 41'19"      |
| Gara a squadre 20 km          | Cina             | 18 pt.      | Ecuador             | 35 pt.      | Italia           | 35 pt.      |
| Gara a squadre 50 km          | Russia           | 8 pt.       | Cina                | 14 pt.      | Spagna           | 23 pt.      |
| Gara a squadre juniores 10 km | Messico          | 9 pt.       | Russia              | 11 pt.      | Cina             | 13 pt.      |

### Donne
| Specialità                    | Oro             | Prestazione | Argento      | Prestazione | Bronzo      | Prestazione |
| 20 km                         | Elena Nikolaeva | 1h27'24"    | Jiang Jing   | 1h27'34"    | María Vasco | 1h27'36"    |
| 10 km juniores                | Vera Sokolova   | 45'29"      | Anna Bragina | 46'15"      | Zhang Nan   | 47'18"      |
| Gara a squadre 20 km          | Cina            | 18 pt.      | Russia       | 28 pt.      | Romania     | 41 pt.      |
| Gara a squadre 10 km juniores | Russia          | 3 pt.       | Polonia      | 16 pt.      | Grecia      | 22 pt.      |